# Teneni
Teneni è un comune rurale del Mali facente parte del circondario di San, nella regione di Ségou.
Il comune è composto da 4 nuclei abitati:
- Koro
- Teneni
- Touné
- Wérekoro